# Дрња
Дрња (слч. Drňa) насељено је мјесто са административним статусом сеоске општине (слч. obec) у округу Римавска Собота, у Банскобистричком крају, Словачка Република.

## Становништво
| Година:    | 1994. | 2004.    | 2014. | 2024.   |
| ---------- | ----- | -------- | ----- | ------- |
| Број људи: | 188   | 225      | 225   | 210     |
| Разлика:   |       | +19,68 % | +0 %  | -6,66 % |

| Година:    | 2023. | 2024.   |
| ---------- | ----- | ------- |
| Број људи: | 212   | 210     |
| Разлика:   |       | -0,94 % |

Према подацима о броју становника из 2011. године насеље је имало 209 становника.